# Pełczyska (powiat poddębicki)
Pełczyska – wieś w Polsce położona w województwie łódzkim, w powiecie poddębickim, w gminie Wartkowice.
W latach 1975–1998 miejscowość położona była w województwie sieradzkim.